# ジョゼフ・ギヨタン
ジョゼフ＝イニャス・ギヨタン（Joseph-Ignace Guillotin、フランス語: [ʒozɛf iɲas ɡijɔtɛ̃]、1738年5月28日 - 1814年3月26日）は、フランスの内科医、政治家である。
苦痛が少なく全ての身分に平等な機械的な装置による死刑執行を提唱し、アントワーヌ・ルイとトビアス・シュミットが開発した装置が採用された。ギヨタンはこの装置の発明者ではなく、また、自身は死刑制度に反対していたが、この装置はギヨタンから名前を取った「ギロチン」の名で広く知られることとなった。

## 若年期と教育
ギヨタンは1738年5月28日にサントで生まれた。伝説によれば、車裂きの刑に処せられた男の叫び声を聞いた母親が苦痛のあまりに早産したのがギヨタンであるという。
ボルドーのイエズス会から初期の教育を受けた。1761年12月にボルドー大学アキテーヌ・コレージュで文学の学士号を得た。卒業論文がイエズス会から高く評価され、ボルドーのアイリッシュ・カレッジに教授として招かれた。しかし、その数年後、医学を志してパリヘ向かい、アントワーヌ・プティの弟子となった。1768年にランス大学で医学の学位を取得し、1770年にパリ大学で博士号を取得した。これにより、ギヨタンはパリ大学で医学を教えることが可能となった。

## 医師としてのキャリア
ギヨタンはパリで有名な医師となった。1775年までに、ギヨタンは拷問と死刑の問題に関心を持つようになり、犯罪者を医学実験の被験者として利用してはどうかというメモを残した。残酷であるという認識はあったが、死刑よりはましだと考えていた。1784年、フランツ・アントン・メスメルが提唱した動物磁気説（メスメリズム）が攻撃的だと多くの人から批判を受けた。ルイ16世は調査委員会を設置し、ギヨタンはジャン＝シルヴァン・バイイ、アントワーヌ・ローラン・ド・ジュシュー、アントワーヌ・ラヴォアジエ、ベンジャミン・フランクリンらとともに委員に任命された。委員会はメスメルを詐欺師だと断定し、ギヨタンは世間からの注目を受けるようになった。
ギヨタンは、種痘を開発したエドワード・ジェンナーを支持した最初のフランス人医師の一人である。1805年には、パリの中央予防接種委員会の議長を務めた。また、フランス医学アカデミーの前身組織の一つを設立した。

## 政治家としてのキャリアとギロチン
1788年12月、ギヨタンは三部会の適切な構成について述べた『パリに住む市民の請願』という小冊子を執筆した。フランス政府はこの小冊子を取り締まろうとし、ギヨタンを召喚して意見を述べさせたが、意見陳述の観衆はギヨタンを強く支持したため、政府はギヨタンを釈放した。これにより、ギヨタンの一般大衆からの支持は高まった。1789年5月2日、ギヨタンは三部会のパリ代表議員10人の一人となり、1789年6月から1791年10月まで書記を務めた。1789年6月20日、ギヨタンも属する第三身分の議員らで構成される国民議会が国王により議場から締め出された。ギヨタンはヴェルサイユ宮殿の球戯場に集まることを提案した。そこで議員たちは、憲法が制定されるまでは解散しないことを誓った（球戯場の誓い）。
国民議会議員となったギヨタンは、医療改革に目を向けた。貧困対策委員会の一員として貧困者のための施療院であるオテル・デュー・パリを視察し、非衛生的な状況を暴露する報告書をまとめた。また、保健委員会の初代議長となり、1791年に医療改革法案を提出した。
同時期に、ギヨタンは刑法の改革にも関心を持っていた。医師としての経験から死刑に反対していたギヨタンは、当初は死刑制度の廃止を試みたが、うまく行かなかった。当時のフランスでは、貴族の処刑には斧や剣を用いた斬首が一般的だったが、死刑執行人の技量が未熟であれば一撃で切断できず、結果として即死させられず無駄に苦痛を与えてしまうことも多かった。平民に対しては絞首刑が適用されたが、輪縄によって首の骨を折り即死させる技術はまだ発明されておらず、絶命までに時間がかかった。その他の処刑法には、火焙り、車裂き、釜茹で、八つ裂きなどがあった。ギヨタンは、死刑をなくすことはできなくても、せめて人道的なものにすることはできないかと考えた。
1789年10月10日、ギヨタンは「犯罪者は斬首刑に処する。これは単純な機構によってのみ行われる」とすることを提案した。この「機構」とは「苦痛なく斬首する機械」と定義された。王党派の機関紙"Les Actes des Apotres"にギヨタンの提案が掲載されている。これによれば、ギヨタンの提案は以下の6か条からなる。
1. 犯罪者に関わらず、同一の犯罪に対する全ての処罰は同一であるべきである（すなわち、貴族に特権を与えない）。
2. 死刑が適用される場合、機械で実行される斬首で行われる。
3. 罪人の家族は、いかなる法的な差別も受けない。
4. 罪人の家族が、その処罰に対して非難することは違法とする。
5. 有罪判決を受けた者の財産は没収されない。
6. 死刑執行後の遺体は、その家族が希望すれば返還される。

ギヨタンは、機械的な斬首による公平な処刑システムが確立された後、大衆は彼らの権利に感謝するだろうと予測していた。この提案にもかかわらず、ギヨタンは死刑に反対しており、より人道的で苦痛の少ない処刑法が、死刑の全面廃止に向けた最初のステップになることを期待していた。
1789年12月1日、ギヨタンが国民議会での死刑に関する演説の中で「さあ、私の機械であなたの首を瞬く間に切り落としましょう。あなたは何も感じないでしょう」と述べたと（おそらくは誤って）報じられた。この発言はすぐさま流行語となり、数日後には歌に歌われるようになって、この機械とギヨタンの名が（その装置の開発者ではないにも関わらず）永遠に結びつけられることとなった。
ギヨタンの提案は数年かけて受け入れられ、「単純な機械による斬首」は1791年6月3日に承認され、1792年3月20日に法律となった。それと並行して国民議会は、外科アカデミーの秘書だった外科医アントワーヌ・ルイに対し、斬首を行うための機械の制作を依頼した。ルイの提案は1792年3月17日に提出された。試作品の製作はドイツのハープシコード製作者トビアス・シュミットが行った。シュミットは斧の刃を、従来使われてきた半月形の刃から、45度の角度傾斜した斜め刃に変更してより効率的にした。最初に作られたものは「ルイゾン」あるいは「ルイゼット」の名で知られ特に有名である。
1792年4月25日には、その装置による初めての処刑が行われた。しかし、それ以前の1791年10月にギヨタンは政界を引退していた。その後の恐怖政治の間、ギヨタンはアラスに転居して軍病院の院長となり、1年後にパリに戻った。
恐怖政治の末期、処刑されるメリ伯爵は、妻子の世話をギヨタンに託すという手紙を残したが、その手紙が検察官のアントワーヌ・フーキエ＝タンヴィルの手に渡った。政府当局はギヨタンに対し、伯爵の妻子の居場所を教えるよう要求したが、ギヨタンは情報提供をしなかった（あるいは知らなかった）ため、逮捕・投獄された。その後、ロベスピエールの失脚に伴う大赦により釈放された。
1795年11月、『モニトゥール』紙に、ギロチンに処せられた後も数分間は意識を保っていたという記事が掲載された。これを読んだギヨタンはショックを受け、この装置が自分の名前にちなんで呼ばれていることを生涯にわたり後悔した。
ギヨタンは1814年3月26日、パリの自宅で癰により75歳で死去した。遺体はパリのペール・ラシェーズ墓地に埋葬された。なお、「ギヨタン自身もギロチンにより処刑された」という伝説があるが、前述のようにこれは誤りである。この時期、同姓のJ.M.V.ギヨタン(J.M.V. Guillotin)というリヨン在住の医師がギロチンで処刑されており、これがジョゼフ・ギヨタンと混同された可能性がある。
ギヨタンの親族は、自分たちの姓が死刑の道具の名前に使われていることに抗議し、フランス政府に名称変更を嘆願した。しかし、政府に拒否されたため、自分たちの姓の方を改めた。

## 私生活
ギヨタンは、医師・科学者のアントワーヌ・ソグランの妹ルイーズと結婚した。

### フリーメイソン
1765年、ギヨタンはアングレームの「ラ・パフェ・ウニオン」ロッジでフリーメイソンの会員になった。以降、活発に活動し、他のロッジの活動にも出席した。1772年にはグランドロッジの代表としてグラントリアン・ド・フランスの創設に参加し、1790年までの全ての大会に出席した。1773年、パリの「ラ・コンコルド・フラテルネル」ロッジのウォーシップフルマスターに就任した。1776年に「ラ・ベリテ」ロッジを創設し、ヌフ・スールにもよく出席していた。